# Nicaraguai labdarúgó-válogatott
A nicaraguai labdarúgó-válogatott – vagy beceneveiken: La Azul y Blanco, illetve Los Pinoleros – Nicaragua nemzeti csapata, amelyet a nicaraguai labdarúgó-szövetség (spanyolul: Federación Nicaragüense de Fútbol) irányít. Az 1950 óta FIFA, illetve 1968 óta CONCACAF-tag közép-amerikai ország, a Közép-amerikai Labdarúgó-szövetséghez (UNCAF) tartozó tagállamok leggyengébb válogatottja, amely eddig még egyetlen labdarúgótornán sem ért el kiemelkedő eredményt.

## Korábbi mérkőzések 2008-ban
| Időpont           | Helyszín   | Ellenfél               | Eredmény | Kiírás       |
| ----------------- | ---------- | ---------------------- | -------- | ------------ |
| 2008. február 6.  | Diriamba   | Antigua és Barbuda (o) | 0 – 1    | Vb-selejtező |
| 2008. március 26. | Willemstad | Antigua és Barbuda (i) | 0 – 2    | Vb-selejtező |

## Következő mérkőzések
Nincsen lekötött mérkőzésük.

## Világbajnoki szereplés
- 1930 – 1990: Nem indult.
- 1994 – 2018: Nem jutott be.

## CONCACAF-aranykupa-szereplés
- 1991 – 2007: Nem jutott be
- 2009 – Csoportkör.

## Külső hivatkozások
- Nicaraguai Labdarúgó-szövetség hivatalos oldala Archiválva 2020. augusztus 5-i dátummal a Wayback Machine-ben (spanyolul)
- Nicaragua a FIFA.com-on Archiválva 2015. március 27-i dátummal a Wayback Machine-ben (angolul)
- Nicaragua a CONCACAF.com-on Archiválva 2008. február 7-i dátummal a Wayback Machine-ben (angolul)
- Nicaragua mérkőzéseinek eredményei az rsssf.com-on (angolul)
- Nicaragua mérkőzéseinek eredményei az EloRatings.net-en (angolul)
- Nicaragua a national-football-teams.com-on (angolul)
- Nicaragua mérkőzéseinek eredményei a Roon BA-n (angolul)
- Nicaragua a transfermarkt.de-n (németül)
- Nicaragua a weltussball.de-n (németül)
- Nicaragua a fedefutbol.net-en Archiválva 2008. április 18-i dátummal a Wayback Machine-ben (spanyolul)